# 布雷斯地区圣艾蒂安
布雷斯地区圣艾蒂安（法語：Saint-Étienne-en-Bresse，法語發音：[sɛ̃.t‿etjɛn ɑ̃ bʁɛs]）是法国勃艮第-弗朗什-孔泰大區索恩-卢瓦尔省的一个市镇，属于卢昂区。 

## 地理
布雷斯地区圣艾蒂安（46°42'22"N, 5°3'6"E）面积19.41 平方千米，位于法国勃艮第-弗朗什-孔泰大區索恩-卢瓦尔省，该省份为法国中部省份，北起顺时针与科多尔省、汝拉省、安省、罗讷省、卢瓦尔省、阿列省和涅夫勒省接壤。
与布雷斯地区圣艾蒂安接壤的市镇（或旧市镇、城区）包括：特龙希、博德里耶尔、蒙特雷、布雷斯地区圣克里斯托夫、圣日耳曼迪普兰、布雷斯地区圣樊尚、韦里塞。
布雷斯地区圣艾蒂安的时区为UTC+01:00、UTC+02:00（夏令时）。

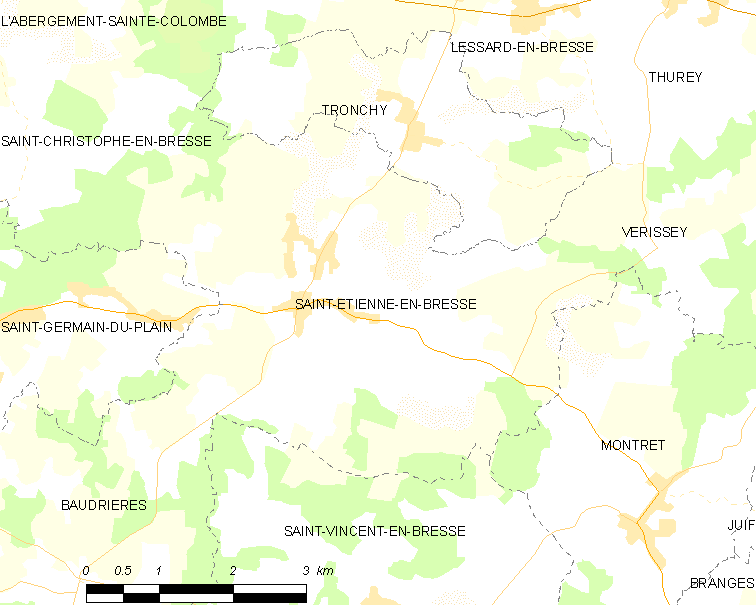
布雷斯地区圣艾蒂安的OSM定位图

## 行政
布雷斯地区圣艾蒂安的邮政编码为71370，INSEE市镇编码为71410。

## 政治
布雷斯地区圣艾蒂安所属的省级选区为卢昂县。

## 人口

1962-2008年间布雷斯地区圣艾蒂安人口变化图示

布雷斯地区圣艾蒂安于2022年1月1日时的人口数量为806人。